# 대지옥
"대지옥"(The Great Hell)은 한국에서 제작된 권영순 감독의 1972년 영화이다. 허장강 등이 주연으로 출연하였고 곽정환 등이 제작에 참여하였다.

## 출연

### 주연
- 허장강
- 박지영
- 신영일

### 조연
- 사미자
- 황해
- 박암
- 주증녀